# Angst (film)
Angst är en lundensisk karnevalsfilm från 1994 med manus av Johan Wester och Anders Jansson samt i regi av den sistnämnde.

## Handling
Filmen utspelar sig i huvudsak under 1930-talet, och är för tidskänslans skull filmad helt i svartvitt. Den ondskefulle psykologiprofessorn Brunius (Jonas Alm) låter för att övertyga några tvivlande studenter släppa loss det fängslade monstret Angst, ett slags förkroppsligande av människornas ångest, i Lund. Två av studenterna (Christer Nerfont och Jonas Klevhag) tar upp jakten på Angst.